# Сілард Немет
Сілард Немет (словац. Szilárd Németh, 8 серпня 1977, Комарно) — словацький футболіст угорського походження, нападник.
У 2000 році він був визнаний найкращим футболістом року у Словаччині, а також двічі ставав найкращим бомбардиром чемпіонату Словаччини (у 2000 і 2001 роках).

## Клубна кар'єра
Немет розпочав свою кар'єру в братиславському «Словані», де працював під керівництвом тренера Антона Валовича. З 1994 року виступав за першу команду у чемпіонаті Словаччини, з якою двічі виграв чемпіонат Словаччини та один раз національний кубок.
Влітку 1997 року у віці 19 років перспективний нападник перейшов до празької «Спарти», президентом якої був тодішній словацький бізнесмен Юліус Режеш. Його перехід у «Спарту» був рекордним для того часу, і склав 35 мільйонів крон (приблизно 1,3 млн євро). Однак у «Спарті» Сілард не зумів заграти, не забивши жодного голу у першій половині року. Тоді словацькі власники клубу відправили його до клубу «Кошице», яким теж керував Режеш. З цією командою Немет також став чемпіоном Словаччини у сезоні 1997/98.
1999 року Сілард перебрався до братиславського «Інтера», де провів наступні два сезони й в обох здобув з командою «золотий дубль». При цьому обидва рази він також здобув звання найкращого бомбардира словацької Суперліги, забивши 16 і 24 голи відповідно.
Його успіхи вразили західноєвропейські клуби. Ходили чутки про перехід в міланський «Інтер», але в підсумку Немет 12 квітня 2001 року перейшов за 2,1 мільйона фунтів стерлінгів у англійський «Мідлсбро», підписавши 5-річний контракт. У Прем'єр-лізі Англії нападник дебютувал 25 серпня 2001 року в матчі проти «Евертона», а перший гол у вищій англійській лізі забив 3 листопада 2001 року у грі проти «Дербі Каунті» (5:1).
Всього у цьому клубі він забив 28 голів в понад 150 матчах в усіх турнірах, але основним гравцем так і не став, хоча і отримав прізвисько «Словацький експрес» (Slovakian Express) за те, що регулярно забивав з лавки запасних. Також він з командою виграв Кубок ліги 2004 року, втім у фінальному матчі на поле не вийшов.
На початку сезону 2005/06 Немет отримав травму, через що зіграв лише 5 матчів, а в атаці у клубу стали виступати зіркові Якубу Аєгбені, Марк Відука, Джиммі Флойд Гассельбайнк та Массімо Маккароне, через що у січні 2006 року футболіст був проданий французькому клубу «Страсбур» за «номінальну ціну». Втім за підсумками того сезону ельзасці вилетіли до Ліги 2, після чого словак покинув Францію.
Перед сезоном 2006/07 Немет підписав дворічний контракт з клубом німецької Бундесліги «Алеманія» (Аахен). Втім вже у листопаді 2006 року стало відому про важку хворобу гравця — емболію легень після венозного тромбозу, через що фактично пропустив перший сезон у клубі, зігравши лише 4 матчі та забивши 1 гол — «Вольфсбургу» (2:2) 12 травня 2007 року. За результатами того сезону аахенці посіли 17 місце і вилетіли до Другої Бундесліги. Там наступного сезону 2007/08 словак забив дев'ять голів і став найкращим бомбардиром своєї команди й у травні 2008 року продовжив контракт з «Алеманією» до кінця сезону 2009/10, а наприкінці 2010 року завершив професіональну кар'єру через проблеми зі здоров'ям. У 2011 році він потім пів року грав за аматорський австрійський «Гайнбург».

## Виступи за збірну
У 1994—1996 роках Сілард Немет грав за юнацьку збірну Словаччини до 18 років, а з 1995 року грав за молодіжну збірну, з якою брав участь у домашньому молодіжному чемпіонаті Європи 2000 року, де у матчі проти Англії (2:0) забив гол і посів 4 місце на турнірі.
За національну збірну Словаччини Сілард дебютував 27 березня 1997 року у товариському матчі проти збірної Білорусі (4:0), вийшовши на заміну на 64 хвилині гри замість Роберта Семеніка. 5 лютого 1997 року він забив свій перший гол під час товариського матчу з Коста-Рикою (2:2).
Загалом у складі національної команди Сілард провів 59 зустрічей, у яких забив 22 м'ячі й на той момент був найкращим бомбардиром збірної за її історію, поки Роберт Віттек не перевершив його досягнення.

## Тренерська кар'єра
З 2012 року працював скаутом в англійському клубі «Манчестер Юнайтед», шукаючи талантів зі Словаччини, Чехії та Угорщини. Згодом повернувся на батьківщину і працював головним тренером резервної команди братиславського «Слована», а також очолював невеликі словацькі команди «Комарно» і «Рогожник».

## Досягнення
«Слован» (Братислава)
- Чемпіон Словаччини: 1994/95, 1995/96
- Володар Кубка Словаччини: 1996/97

«Кошице»
- Чемпіон Словаччини: 1997/98

«Інтер» (Братислава)
- Чемпіон Словаччини: 1999/00, 2000/01
- Володар Кубка Словаччини: 1999/00, 2000/01

«Мідлсбро»
- Володар Кубка англійської ліги: 2003/04

### Індивідуальні
- Футболіст року в Словаччині: 2000
- Найкращий бомбардир чемпіонату Словаччини: 1999/00, 2000/01

## Статистика

### Голи за збірну
| №  | Дата              | Стадіон                                                | Суперник             | Рахунок | Результат | Турнір                                    |
| -- | ----------------- | ------------------------------------------------------ | -------------------- | ------- | --------- | ----------------------------------------- |
| 1  | 5 лютого 1997     | Естадіо-Насьйональ, Сан-Хосе, Коста-Рика               | Коста-Рика           | 1–1     | 2–2       | Товариський матч                          |
| 2  | 7 лютого 1998     | Циріон, Лімасол, Кіпр                                  | Ісландія             | 1–0     | 2–1       | Кубок Кіпрської футбольної асоціації 1998 |
| 3  | 8 вересня 1999    | Міський стадіон, Дубниця-над-Вагом, Словаччина         | Ліхтенштейн          | 1–0     | 2–0       | Відбір на Євро-2000                       |
| 4  | 16 серпня 2000    | Тегельне поле, Братислава, Словаччина                  | Хорватія             | 1–1     | 1–1       | Товариський матч                          |
| 5  | 7 жовтня 2000     | Республіканський стадіон, Кишинів, Молдова             | Молдова              | 1–0     | 1–0       | Відбір на ЧС-2002                         |
| 6  | 15 листопада 2000 | Діагорас, Родос, Греція                                | Греція               | 1–0     | 2–0       | Товариський матч                          |
| 7  | 27 лютого 2001    | Стадіон 5 липня 1962 року, Алжир, Алжир                | Алжир                | 1–1     | 1–1       | Товариський матч                          |
| 8  | 28 березня 2001   | Стадіон імені Антона Малатинського, Трнава, Словаччина | Азербайджан          | 1–0     | 3–1       | Відбір на ЧС-2002                         |
| 9  | 28 березня 2001   | Стадіон імені Антона Малатинського, Трнава, Словаччина | Азербайджан          | 2–1     | 3–1       | Відбір на ЧС-2002                         |
| 10 | 5 вересня 2001    | Штадіон на Сіготі, Тренчин, Словаччина                 | Молдова              | 2–1     | 4–2       | Відбір на ЧС-2002                         |
| 11 | 21 серпня 2002    | Андрув, Оломоуць, Чехія                                | Чехія                | 1–0     | 1–4       | Товариський матч                          |
| 12 | 12 жовтня 2002    | Тегельне поле, Братислава, Словаччина                  | Англія               | 1–0     | 1–2       | Відбір на Євро-2004                       |
| 13 | 2 квітня 2003     | Стадіон імені Антона Малатинського, Трнава, Словаччина | Ліхтенштейн          | 2–0     | 4–0       | Відбір на Євро-2004                       |
| 14 | 2 квітня 2003     | Стадіон імені Антона Малатинського, Трнава, Словаччина | Ліхтенштейн          | 3–0     | 4–0       | Відбір на Євро-2004                       |
| 15 | 30 квітня 2003    | Штадіон под Дубньом, Жиліна, Словаччина                | Греція               | 1–1     | 2–2       | Товариський матч                          |
| 16 | 30 квітня 2003    | Штадіон под Дубньом, Жиліна, Словаччина                | Греція               | 2–2     | 2–2       | Товариський матч                          |
| 17 | 10 вересня 2003   | Штадіон под Дубньом, Жиліна, Словаччина                | Республіка Македонія | 1–0     | 1–1       | Відбір на Євро-2004                       |
| 18 | 8 вересня 2004    | Тегельне поле, Братислава, Словаччина                  | Ліхтенштейн          | 5–0     | 7–0       | Відбір на ЧС-2006                         |
| 19 | 9 жовтня 2004     | Тегельне поле, Братислава, Словаччина                  | Латвія               | 1–1     | 4–1       | Відбір на ЧС-2006                         |
| 20 | 8 червня 2005     | Жозі Бартель, Люксембург, Люксембург                   | Люксембург           | 1–0     | 4–0       | Відбір на ЧС-2006                         |
| 21 | 12 листопада 2005 | Вісенте Кальдерон, Мадрид, Іспанія                     | Іспанія              | 1–2     | 1–5       | Відбір на ЧС-2006                         |
| 22 | 1 березня 2006    | Стад-де-Франс, Париж, Франція                          | Франція              | 1–0     | 2–1       | Товариський матч                          |